# Новопетровська сільська рада (Зіанчуринський район)
Новопетро́вська сільська рада (рос. Новопетровский сельский совет) — муніципальне утворення у складі Зіанчуринського району Башкортостану, Росія. Адміністративний центр — присілок Новопетровське.

## Населення
Населення — 1388 осіб (2019, 1501 в 2010, 1645 в 2002).

## Склад
До складу поселення входять такі населені пункти:
| Населений пункт              | Населення, осіб (2002) | Населення, осіб (2010) |
| ---------------------------- | ---------------------- | ---------------------- |
| Башкирська Ургінка, присілок | 992                    | 866                    |
| Новопетроське, присілок      | 635                    | 615                    |
| Руська Ургінка, присілок     | 18                     | 20                     |